# Blanche-Neige (film, 2000)
Pour les articles homonymes, voir Blanche-Neige (homonymie).
Pour plus de détails, voir Fiche technique et Distribution.
Blanche-Neige (Branca de Neve) est un film portugais réalisé par João César Monteiro, sorti en 2000.

## Synopsis
Le film s'ouvre sur des photos du corps de Robert Walser mort dans la neige. Ensuite il fait entendre, sur un écran noir, des dialogues adaptés du Blanche Neige de Robert Walser, le premier étant un dialogue entre Blanche-Neige et la reine qui vient de l'empoisonner. Ces dialogues sur écran noir sont séparés par des intermèdes constitués d'images de nuages sur un ciel bleu, d'images blanches ou d'un plan de chantier de fouilles archéologiques. Le film se clôt sur un plan muet de João César Monteiro.

## Fiche technique
- Titre : Blanche Neige
- Titre original : Branca de Neve
- Réalisation : João César Monteiro
- Scénario : João César Monteiro d'après la pièce de théâtre Blanche Neige de Robert Walser
- Production : Paulo Branco
- Musique : Heinz Holliger, Salvatore Sciarrino et Gioachino Rossini
- Photographie : Mario Barroso
- Montage : Fátima Ribeiro
- Pays d'origine : Portugal
- Tourné en portugais
- Format : Noir et Couleurs - 1,37:1 - Dolby Surround - 35 mm
- Durée : 75 minutes
- Date de sortie : 2000

## Distribution
- Maria Do Carmo Rôlo : Blanche-Neige (voix)
- Ana Brandão: la reine (voix)
- Reginaldo da Cruz : Le prince (voix)
- Luís Miguel Cintra : Le chasseur (voix)
- Diogo Dória : Le roi (voix)
- Miguel Borges
- Rita Durão
- João César Monteiro : Diogo Dória (voix)